# Пеши дружини на Българската армия
Пешите дружини на Българската армия са пехотни дружини от Българската земска войска и Източно Румелийската милиция формирани и съществували в периода 1878 – 1884 и 1885 година, когато са реорганизирани в пехотни полкове.
Началото на съвременната българска войска е положено още през пролетта на 1877 година извън България, когато преди обявяването на Руско-турската война (1877 – 1878) руската армия събира в Бесарабия българи, взели дейно участие в българските въстания и Сръбско-турската война (1876). От тези доброволци в Кишинев са сформирани две отделни дружини, които са наречени Българско опълчение. След преминаването на руската армия в Румъния са сформирани още дружини, като до края на войната техният брой нараства до 12. От това опълчение води началото си и българската войска.
След края на Руско-турската война (1877 – 1878) доброволците трябва да се разпуснат, но новосъздаденото княжество съгласно Санстефанският договор трябва да сформира нужната войска. През пролетта на 1878 година по-голямата част от опълченците са разпуснати, но е направен един набор с който се допълват бившите опълченски дружини, които влизат в състава на българската войска, на която е дадено наименованието Българска земска войска.

## Първоначално формиране
Първоначалното формиране на дружините се извършва съгласно чл. 6 и 8 от Санстефанския мирен договор от 19 февруари 1878 (3 март нов стил) в които е записано, че новосъздаденото Княжество трябва да има „народна милиция“, достатъчна да поддържа реда, сигурността и спокойствието на населението. На базата на този договор на 25 април са създадени временни правила за сформиране на Българска земска войска, а на 8 юли е издадена заповед № 1 на императорския комисар за формирането и цялостното устройство на Българската земска войска. В първа точка на заповедта се предвижда българската войска да се образува от пешите дружини на Българското опълчение и новосформирани пеши дружини, сотни и батареи.

### Преименуване дружините на Българското опълчение
Два дена по-късно, на 10 юли 1878 година е издадена заповед № 3 на императорския комисар по военното управление в България пехотните дружини от бившето Българско опълчение, се преименуват в дружини на Българската земска войска.
| №   | Българско опълчение                   | Българска земска войска        | Формирана |
| --- | ------------------------------------- | ------------------------------ | --------- |
| 1.  | 1-ва дружина от Българското опълчение | Софийска № 1 пеша дружина      |           |
| 2.  | 2-ра дружина от Българското опълчение | Кюстендиласка № 2 пеша дружина | Кюстендил |
| 3.  | 3-та дружина от Българското опълчение | Радомирска № 3 пеша дружина    | Радомир   |
| 4.  | 4-та дружина от Българското опълчение | Пловдивска № 20 пеша дружина   |           |
| 5.  | 5-а дружина от Българското опълчение  | Казанлъшка № 23 пеша дружина   |           |
| 6.  | 6-а дружина от Българското опълчение  | Ескизагорска № 24 пеша дружина |           |
| 7.  | 7-а дружина от Българското опълчение  | Търновска № 9 пеша дружина     | Търново   |
| 8.  | 8-а дружина от Българското опълчение  | Габровска № 12 пеша дружина    | Арбанаси  |
| 9.  | 9-а дружина от Българското опълчение  | Сливенска № 26 пеша дружина    |           |
| 10. | 10-а дружина от Българското опълчение | Ямболска № 27 пеша дружина     |           |
| 11. | 11-а дружина от Българското опълчение | Видинска № 6 пеша дружина      |           |
| 12. | 12-а дружина от Българското опълчение | Свищовска № 15 пеша дружина    |           |

### Формиране на нови 15 дружини
На 12 юли 1878 година със заповед № 5 по военното ведомствто в България от императорския комисар относно попълването на опълченските дружини и сформиране на нови дружини от Българската земска войска, в 6-те санджака се създават нови 15 дружини.
| №   | Дружина                              | Санджак      | Формирана |
| --- | ------------------------------------ | ------------ | --------- |
| 1.  | Самоковска № 4 пеша дружина          | Софийски     | Самоков   |
| 2.  | Орханийска № 5 пеша дружина          | Софийски     |           |
| 3.  | Ломпаланска № 7 пеша дружина         | Видински     |           |
| 4.  | Врачанска № 8 пеша дружина           | Видински     | Враца     |
| 5.  | Севлиевска № 10 пеша дружина         | Търновски    | Севлиево  |
| 6.  | Ловчанска № 11 пеша дружина          | Търновски    |           |
| 7.  | Еленска № 13 пеша дружина            | Търновски    | Елена     |
| 8.  | Русчукска № 14 пеша дружина          | Русчукски    | Русе      |
| 9.  | Плевенска № 16 пеша дружина          | Русчукски    | Плевен    |
| 10. | Разградска № 17 пеша дружина         | Русчукски    | Разград   |
| 11. | Силистренска № 18 пеша дружина       | Русчукски    | Силистра  |
| 12. | Пловдивска № 21 пеша дружина         | Филипополски |           |
| 13. | Татар-Пазарджикска № 22 пеша дружина | Филипополски |           |
| 14. | Хасковска № 25 пеша дружина          | Филипополски |           |
| 15. | Бургаска № 28 пеша дружина           | Сливенски    |           |

### Формиране на шуменската и варненската дружина
На 9 декември 1878 година със заповед № 22 на императорския комисар относно свикване на нов набор се създават и последните две пехотни дружини.
| №  | Дружина                     | Формиране |
| -- | --------------------------- | --------- |
| 1. | Шуменска № 19 пеша дружина  | Шумен     |
| 2. | Варненска № 29 пеша дружина | Варна     |

През август 1878 е произведен още един набор от всички територии, заети от руската армия, като по този начин Българската земска войска е съставена от 29 отделни пехотни дружини, 8 батареи артилерия, 6 сотни кавалерия, 1 рота обсадна артилерия и 2 сапьорни роти.
| №   | дружина                              |
| --- | ------------------------------------ |
| 1.  | Софийска № 1 пеша дружина            |
| 2.  | Кюстендиласка № 2 пеша дружина       |
| 3.  | Радомирска № 3 пеша дружина          |
| 4.  | Самоковска № 4 пеша дружина          |
| 5.  | Орханийска № 5 пеша дружина          |
| 6.  | Видинска № 6 пеша дружина            |
| 7.  | Ломпаланска № 7 пеша дружина         |
| 8.  | Врачанска № 8 пеша дружина           |
| 9.  | Търновска № 9 пеша дружина           |
| 10. | Севлиевска № 10 пеша дружина         |
| 11. | Ловчанска № 11 пеша дружина          |
| 12. | Габровска № 12 пеша дружина          |
| 13. | Еленска № 13 пеша дружина            |
| 14. | Русчукска № 14 пеша дружина          |
| 15. | Свищовска № 15 пеша дружина          |
| 16. | Плевенска № 16 пеша дружина          |
| 17. | Разградска № 17 пеша дружина         |
| 18. | Силистренска № 18 пеша дружина       |
| 19. | Шуменска № 19 пеша дружина           |
| 20. | Пловдивска № 20 пеша дружина         |
| 21. | Пловдивска № 21 пеша дружина         |
| 22. | Татар-Пазарджикска № 22 пеша дружина |
| 23. | Казанлъшка № 23 пеша дружина         |
| 24. | Ескизагорска № 24 пеша дружина       |
| 25. | Хасковска № 25 пеша дружина          |
| 26. | Сливенска № 26 пеша дружина          |
| 27. | Ямболска № 27 пеша дружина           |
| 28. | Бургаска № 28 пеша дружина           |
| 29. | Варненска № 29 пеша дружина          |

През пролетта на 1879 година вследствие на Берлинския договор, Българската земска войска се разделя на две части – по-голямата съставена от 21 дружини, 8 батареи, 4 конни сотни, 1 обсадна рота и 1 1/2 сапьорна рота остават в Княжеството и образуват Княжеските войски, а другата – 9 дружини, 2 конни сотни, 1/2 сапьорна рота и една новосформирана полубатарея остават в Южна България.

## Княжество България
На 18 май 1879 година съгласно заповед № 44 Варненска № 29 пеша дружина се преименува на Варненска № 20 пеша дружина. По-късно на 26 май 1879 година със заповед № 46 на императорския комисар относно премахването на губернските воински управления се сформират два военни отдела – Западен военен отдел (в Плевен) и Източен военен отдел (в Шумен). Останалите 4 дружини се подчиняват на командира на софийската дружна, който е с права на началник отдел, но без специално управление. На 11 юни 1879 г. със заповед № 45 е формирана и Берковска № 21 пеша дружина.
| №  | Западен отдел                | №  | Източен отдел                  | №  | Подчинени на командира на Софийска № 1 пеша дружина |
| -- | ---------------------------- | -- | ------------------------------ | -- | --------------------------------------------------- |
| 1. | Видинска № 6 пеша дружина    | 1. | Севлиевска № 10 пеша дружина   | 1. | Софийска № 1 пеша дружина                           |
| 2. | Ломпаланска № 7 пеша дружина | 2. | Габровска № 12 пеша дружина    | 2. | Костендилска № 2 пеша дружина                       |
| 3. | Берковска № 21 пеша дружина  | 3. | Търновска № 9 пеша дружина     | 3. | Радомирска № 3 пеша дружина                         |
| 4. | Врачанска № 8 пеша дружина   | 4. | Еленска № 13 пеша дружина      | 4. | Самоковска № 4 пеша дружина                         |
| 5. | Свищовска № 15 пеша дружина  | 5. | Русчукска № 14 пеша дружина    |    |                                                     |
| 6. | Плевенска № 16 пеша дружина  | 6. | Силистренска № 18 пеша дружина |    |                                                     |
| 7. | Орханийска № 5 пеша дружина  | 7. | Шуменска № 19 пеша дружина     |    |                                                     |
| 8. | Ловчанска № 11 пеша дружина  | 8. | Варненска № 20 пеша дружина    |    |                                                     |
|    |                              | 9. | Разградска № 17 пеша дружина   |    |                                                     |

През август същата година съгласно Указ № 36 от 1879 година 10 дружини получават нова номерация, а с указ № 108 от 17 декември 1879 Орханийска № 5 пеша дружина се преименува на Тетевенска № 5 пеша дружина.
| №   | Старо наименование             | Ново наименование              |
| --- | ------------------------------ | ------------------------------ |
| 1.  | Орханийска № 5 пеша дружина    | Тетевенска № 5 пеша дружина    |
| 2.  | Берковска № 21 пеша дружина    | Берковска № 9 пеша дружина     |
| 3.  | Видинска № 6 пеша дружина      | Видинска № 10 пеша дружина     |
| 4.  | Ловчанска № 11 пеша дружина    | Ловчанска № 13 пеша дружина    |
| 5.  | Севлиевска № 10 пеша дружина   | Севлиевска № 14 пеша дружина   |
| 6.  | Търновска № 9 пеша дружина     | Търновска № 17 пеша дружина    |
| 7.  | Габровска № 12 пеша дружина    | Габровска № 18 пеша дружина    |
| 8.  | Еленска № 13 пеша дружина      | Еленска № 21 пеша дружина      |
| 9.  | Разградска № 17 пеша дружина   | Разградска № 22 пеша дружина   |
| 10. | Русчукска № 14 пеша дружина    | Русчукска № 23 пеша дружина    |
| 11. | Силистренска № 18 пеша дружина | Силистренска № 24 пеша дружина |

В периода (1880 – 1881) се създават последните 3 дружини. С Указ № 105, съгласно заповед № 163 от 31 август 1880 година се формират Орханийска № 11 пеша дружина и Раховска № 12 пеша дружина, през 1881 година с указ № 45 Плевенска № 16 пеша дружина е преименувана на Провадийска, а с указ № 49 се създава и Плевенска № 6 пеша дружина. Така поредността и наименованието на дружините на българската войска придобива следния вид:
| №   | Дружина                        |
| --- | ------------------------------ |
| 1.  | Софийска № 1 пеша дружина      |
| 2.  | Кюстендиласка № 2 пеша дружина |
| 3.  | Радомирска № 3 пеша дружина    |
| 4.  | Самоковска № 4 пеша дружина    |
| 5.  | Тетевенска № 5 пеша дружина    |
| 6.  | Плевенска № 6 пеша дружина     |
| 7.  | Ломпаланска № 7 пеша дружина   |
| 8.  | Врачанска № 8 пеша дружина     |
| 9.  | Берковска № 9 пеша дружина     |
| 10. | Видинска № 10 пеша дружина     |
| 11. | Орханийска № 11 пеша дружина   |
| 12. | Раховска № 12 пеша дружина     |
| 13. | Ловчанска № 13 пеша дружина    |
| 14. | Севлиевска № 14 пеша дружина   |
| 15. | Свищовска № 15 пеша дружина    |
| 16. | Провадийска № 16 пеша дружина  |
| 17. | Търновска № 17 пеша дружина    |
| 18. | Габровска № 18 пеша дружина    |
| 19. | Шуменска № 19 пеша дружина     |
| 20. | Варненска № 20 пеша дружина    |
| 21. | Еленска № 21 пеша дружина      |
| 22. | Разградска № 22 пеша дружина   |
| 23. | Русчукска № 23 пеша дружина    |
| 24. | Силистренска № 24 пеша дружина |

### Бригадна организация
През 1883 година се закриват трите военни отдела и със заповед № 79 от 24 март 1883 г. пехотните дружини са сведени в 4 бригади, всяка от които се състои от 6 дружини:
| №  | Бригади                  | Дружини                                                                                          | Щаб    |
| -- | ------------------------ | ------------------------------------------------------------------------------------------------ | ------ |
| 1. | Първа пехотна бригада    | Софийска № 1, Кюстендиласка № 2, Радомирска № 3, Самоковска № 4, Тетевенска № 5 и Плевенска № 6  | София  |
| 2. | Втора пехотна бригада    | Ломпаланска № 7, Берковска № 9, Видинска № 10, Орханийска № 11, Ловчанска № 13 и Севлиевска № 14 | Плевен |
| 3. | Трета пехотна бригада    | Свищовска № 15, Търновска № 17, Шуменска № 19, Еленска № 21, Русчукска № 23 и Силистренска № 24  | Русе   |
| 4. | Четвърта пехотна бригада | Врачанска № 8, Раховска № 12, Провадийска № 16, Габровска № 18, Варненска № 20 и Разградска № 22 | Шумен  |

### Полкова организация
През пролетта на 1884 военният министър Михаил Кантакузин обмисля варианта за реорганизация на бригадната организация в полкова, каквато вече съществува при кавалерията и артилерията. На 12 октомври 1884 година с указ № 41 се въвежда полкова организация в българската войска, според която 24-те отделни пехотни дружини са сведени до 8 пехотни полка с по три дружини всеки полк. Всяка дружина се състои от четири роти. Съществуващата бригадна организация е запазена, като в 1-ва бригада влизат 1-ви и 2-ри полк, във 2-ра – 3-ти и 4-, в 3-та – 5-и и 6-и и в 4-та – 7-и и 8-и полкове. С влизането на дружините в полкове техните имена са премахнати, като остава само поредността от 1-ва до 3-та. 
| №  | Полк                            | Дружини                                            | Гарнизон  |
| -- | ------------------------------- | -------------------------------------------------- | --------- |
| 1. | Първи пехотен софийски полк     | Софийска № 1, Тетевенска № 5 и Плевенска № 6       | София     |
| 2. | Втори пехотен струмски полк     | Кюстендиласка № 2, Самоковска № 4 и Радомирска № 3 | Кюстендил |
| 3. | Трети пехотен бдински полк      | Ломпаланска № 7, Берковска № 9 и Свищовска № 15    | Видин     |
| 4. | Четвърти пехотен плевенски полк | Видинска № 10, Ловчанска № 13 и Севлиевска № 14    | Ловеч     |
| 5. | Пети пехотен дунавски полк      | Шуменска № 19, Русчукска № 23 и Силистренска № 24  | Русе      |
| 6. | Шести пехотен търновски полк    | Търновска № 17, Габровска № 18 и Еленска № 21      | Търново   |
| 7. | Седми пехотен преславски полк   | Врачанска № 8, Орханийска № 11 и Разградска № 22   | Шумен     |
| 8. | Осми пехотен приморски полк     | Раховска № 12, Провадийска № 16 и Варненска № 20   | Варна     |

## Източна Румелия
На 20 февруари 1879 година със заповед по българската войска в Източна Румелия се преустройват 9 дружини от Българската земска войска, преименуват се и от тях се сформират две бригади – Пловдивска и Сливенска, съответно от 6 и 3 дружини. Със заповед № 23 от 26 януари 1879 земската войска на Източна Румелия се преименува на Източно Румелийска милиция.
Пловдивска бригада
| №  | Старо наименование                   | Ново наименование              |
| -- | ------------------------------------ | ------------------------------ |
| 1. | Пловдивска № 20 пеша дружина         | Пловдивска № 1 дружина         |
| 2. | Пловдивска № 21 пеша дружина         | Пловдивска № 2 дружина         |
| 3. | Татар-Пазарджикска № 22 пеша дружина | Татар-Пазарджикска № 3 дружина |
| 4. | Казанлъшка № 23 пеша дружина         | Казанлъшка № 4 дружина         |
| 5. | Ескизагорска № 24 пеша дружина       | Ескизагорска № 5 дружина       |
| 6. | Хасковска № 25 пеша дружина          | Хасковска № 6 дружина          |

Сливенска бригада
| №  | Старо наименование          | Ново наименование     |
| -- | --------------------------- | --------------------- |
| 1. | Сливенска № 26 пеша дружина | Сливенска № 1 дружина |
| 2. | Ямболска № 27 пеша дружина  | Ямболска № 2 дружина  |
| 3. | Бургаска № 28 пеша дружина  | Бургаска № 3 дружина  |

Във военно отношение Източна Румелия е разделена на 12 окръга управлявани от капитани, като всеки окръг формира една дружина, така дружините нарастват на 12.
| №   | Дружина                            | Щаб             |
| --- | ---------------------------------- | --------------- |
| 1.  | Пловдивска № 1 пеша дружина        | Пловдив         |
| 2.  | Пловдивска № 2 пеша дружина        | Пловдив         |
| 3.  | Татар-Пазарджишка № 3 пеша дружина | Татар-Пазарджик |
| 4.  | Пещерска № 4 пеша дружина          | Пещера          |
| 5.  | Казанлъшка № 5 пеша дружина        | Казанлък        |
| 6.  | Ескизагорска № 6 пеша дружина      | Стара Загора    |
| 7.  | Сливенска № 7 пеша дружина         | Сливен          |
| 8.  | Ямболска № 8 пеша дружина          | Ямбол           |
| 9.  | Харманлийска № 9 пеша дружина      | Харманли        |
| 10. | Хасковска № 10 пеша дружина        | Хасково         |
| 11. | Айтоска № 11 пеша дружина          | Айтос           |
| 12. | Бургаска № 12 пеша дружина         | Бургас          |

На 6 септември 1885, съгласно циркулярна заповед № 8 на главнокомандващия армията на Южна България до комендантите на военните окръжия 12-те дружини се реорганизират в 18, като Пловдивската № 1, Хасковската № 10 и Бургаската № 12 се развръщат и формират всяка по 3 дружини. Числеността на дружините трябва да бъде от по 800 души.
| №   | Дружина                            |
| --- | ---------------------------------- |
| 1.  | Пловдивска № 1 пеша дружина        |
| 2.  | Пловдивска № 2 пеша дружина        |
| 3.  | Пловдивска № 3 пеша дружина        |
| 4.  | Пловдивска № 4 пеша дружина        |
| 5.  | Татар-Пазарджишка № 3 пеша дружина |
| 6.  | Пещерска № 4 пеша дружина          |
| 7.  | Казанлъшка № 5 пеша дружина        |
| 8.  | Старозагорска № 6 пеша дружина     |
| 9.  | Сливенска № 7 пеша дружина         |
| 10. | Ямболска № 8 пеша дружина          |
| 11. | Харманлийска № 9 пеша дружина      |
| 12. | Хасковска № 1 пеша дружина         |
| 13. | Хасковска № 2 пеша дружина         |
| 14. | Хасковска № 3 пеша дружина         |
| 15. | Айтоска № 11 пеша дружина          |
| 16. | Бургаска № 1 пеша дружина          |
| 17. | Бургаска № 2 пеша дружина          |
| 18. | Бургаска № 3 пеша дружина          |

На 23 декември 1885 година, съгласно указ № 61 от Източно Румелийската войска са формирани 4 нови полка, съставени от по 4 дружини.
| №  | Полк                               | Бригада          | Щаб          |
| -- | ---------------------------------- | ---------------- | ------------ |
| 1. | Девети пехотен пловдивски полк     | 5-а пеша бригада | Пловдив      |
| 2. | Десети пехотен родопски полк       | 5-а пеша бригада | Хасково      |
| 3. | Единадесети пехотен сливенски полк | 6-а пеша бригада | Сливен       |
| 4. | Дванадесети пехотен балкански полк | 6-а пеша бригада | Стара Загора |